# Record du Maroc de natation dames du 4 × 200 mètres nage libre
Cet article présente l'évolution du record du Maroc de natation dames du 4 × 200 mètres nage libre.

## Bassin de 50 mètres
| Temps         | Laps          | Athlète                  | Naissance | Âge | Club         | Compétition                 | Lieu       | Date              |
| ------------- | ------------- | ------------------------ | --------- | --- | ------------ | --------------------------- | ---------- | ----------------- |
| 9 min 04 s 52 |               |                          |           |     |              | Jeux arabes                 | Le Caire   | 13 novembre 2007  |
|               |               | Imane Boulâamane         |           |     | CNJ          |                             |            |                   |
|               |               | Sara El Bekri            | 1987      | 20  | RAC Natation |                             |            |                   |
|               |               | Noufissa Chbihi          |           |     |              |                             |            |                   |
|               |               | Lilia Karrakchou         |           |     | CNJ          |                             |            |                   |
| 8 min 43 s 40 |               |                          |           |     |              | Championnats d'Afrique (ct) | Casablanca | 13 septembre 2010 |
|               | 2 min 12 s 84 | Rania El Abdi            | 1994      | 16  |              |                             |            |                   |
|               | 2 min 13 s 78 | Shahrazade Ramond-Hanane | 1990      | 20  | WAC          |                             |            |                   |
|               | 2 min 10 s 51 | Noufissa Chbihi          | 1990      | 20  |              |                             |            |                   |
|               | 2 min 06 s 27 | Sara El Bekri            | 1987      | 23  | RAC Natation |                             |            |                   |